# Sisyrbe
Sisyrbe rustica es una especie de araña araneomorfa de la familia Linyphiidae. Es el único miembro del género monotípico Sisyrbe.

## Distribución
Se encuentra en el nordeste de Estados Unidos.